# Adam Deadmarsh
Adam Deadmarsh (né le 10 mai 1975 à Trail, en Colombie-Britannique, au Canada) est un joueur professionnel de hockey sur glace. Il détient la double nationalité canadienne et américaine.

## Carrière de joueur
Joueur junior des Winterhawks de Portland dans la Ligue de hockey de l'Ouest, Deadmarsh est choisi à la 14e position du repêchage d'entrée dans la LNH 1993 par les Nordiques de Québec. Il débute dans la Ligue nationale de hockey lors de la saison 1994-1995. La saison suivante est sa première saison complète dans la LNH et alors que la franchise a déménagé à Denver et est devenue l'Avalanche du Colorado, il remporte la Coupe Stanley à vingt-et-un ans. Son nom, gravé sur la coupe, est tout d'abord mal orthographié « Deadmarch » avant d'être corrigé. Il est échangé aux Kings de Los Angeles le 21 février 2001 où il termine sa carrière en 2003.
Détenteur de la double nationalité canadienne et américaine, Deadmarsh remporte la médaille d'or avec l'équipe des États-Unis lors de la Coupe du monde 1996 et la médaille d'argent aux Jeux olympiques d'hiver de 2002.

## Parenté dans le sport
Adam Deadmarsh est le petit-cousin de Butch Deadmarsh.

## Statistiques
| Saison     | Équipe                  | Ligue      |     | Saison régulière | Saison régulière | Saison régulière | Saison régulière | Saison régulière |    | Séries éliminatoires | Séries éliminatoires | Séries éliminatoires | Séries éliminatoires | Séries éliminatoires |
| Saison     | Équipe                  | Ligue      | PJ  | B                | A                | Pts              | Pun              | PJ               | B  | A                    | Pts                  | Pun                  |                      |                      |
| 1991-1992  | Winterhawks de Portland | LHOu       | 68  | 30               | 30               | 60               | 111              | 6                | 3  | 3                    | 6                    | 13                   |                      |                      |
| 1992-1993  | Winterhawks de Portland | LHOu       | 58  | 33               | 36               | 69               | 126              | 16               | 7  | 8                    | 15                   | 29                   |                      |                      |
| 1993-1994  | Winterhawks de Portland | LHOu       | 65  | 43               | 56               | 99               | 212              | 10               | 9  | 8                    | 17                   | 33                   |                      |                      |
| 1994-1995  | Winterhawks de Portland | LHOu       | 29  | 28               | 20               | 48               | 129              |                  |    |                      |                      |                      |                      |                      |
| 1994-1995  | Nordiques de Québec     | LNH        | 48  | 9                | 8                | 17               | 56               | 6                | 0  | 1                    | 1                    | 0                    |                      |                      |
| 1995-1996  | Avalanche du Colorado   | LNH        | 78  | 21               | 27               | 48               | 142              | 22               | 5  | 12                   | 17                   | 25                   |                      |                      |
| 1996-1997  | Avalanche du Colorado   | LNH        | 78  | 33               | 27               | 60               | 136              | 17               | 3  | 6                    | 9                    | 24                   |                      |                      |
| 1997-1998  | Avalanche du Colorado   | LNH        | 73  | 22               | 21               | 43               | 125              | 7                | 2  | 0                    | 2                    | 4                    |                      |                      |
| 1998-1999  | Avalanche du Colorado   | LNH        | 66  | 22               | 27               | 49               | 99               | 19               | 8  | 4                    | 12                   | 20                   |                      |                      |
| 1999-2000  | Avalanche du Colorado   | LNH        | 71  | 18               | 27               | 45               | 106              | 17               | 4  | 11                   | 15                   | 21                   |                      |                      |
| 2000-2001  | Avalanche du Colorado   | LNH        | 39  | 13               | 13               | 26               | 59               |                  |    |                      |                      |                      |                      |                      |
| 2000-2001  | Kings de Los Angeles    | LNH        | 18  | 4                | 2                | 6                | 4                | 13               | 3  | 3                    | 6                    | 4                    |                      |                      |
| 2001-2002  | Kings de Los Angeles    | LNH        | 76  | 29               | 33               | 62               | 71               | 4                | 1  | 3                    | 4                    | 2                    |                      |                      |
| 2002-2003  | Kings de Los Angeles    | LNH        | 20  | 13               | 4                | 17               | 21               |                  |    |                      |                      |                      |                      |                      |
| Totaux LNH | Totaux LNH              | Totaux LNH | 567 | 184              | 189              | 373              | 819              | 105              | 26 | 40                   | 66                   | 100                  |                      |                      |

| Année | Équipe                      | Compétition |   | PJ | B | A  | Pts | Pun               |  | Résultat |
| 1993  | Championnat du monde junior | États-Unis  | 7 | 0  | 0 | 0  | 10  | 4e place          |  |          |
| 1994  | Championnat du monde junior | États-Unis  | 7 | 0  | 0 | 0  | 8   | 6e place          |  |          |
| 1995  | Championnat du monde junior | États-Unis  | 7 | 6  | 4 | 10 | 10  | 5e place          |  |          |
| 1996  | Coupe du monde              | États-Unis  | 7 | 2  | 2 | 4  | 8   | Médaille d'or     |  |          |
| 1998  | Jeux olympiques             | États-Unis  | 4 | 1  | 0 | 1  | 2   | 6e place          |  |          |
| 2002  | Jeux olympiques             | États-Unis  | 6 | 1  | 1 | 2  | 2   | Médaille d'argent |  |          |